# Vila Franca do Campo
Vila Franca do Campo ('vilɐ 'fɾɐ̃kɐ du 'kɐ̃pu) è un comune portoghese di 11 255 abitanti (2011) situato nella regione autonoma delle Azzorre.

## Società

### Evoluzione demografica
| Popolazione di Vila Franca do Campo (1849 – 2011) | Popolazione di Vila Franca do Campo (1849 – 2011) | Popolazione di Vila Franca do Campo (1849 – 2011) | Popolazione di Vila Franca do Campo (1849 – 2011) | Popolazione di Vila Franca do Campo (1849 – 2011) | Popolazione di Vila Franca do Campo (1849 – 2011) | Popolazione di Vila Franca do Campo (1849 – 2011) | Popolazione di Vila Franca do Campo (1849 – 2011) | Popolazione di Vila Franca do Campo (1849 – 2011) |
| ------------------------------------------------- | ------------------------------------------------- | ------------------------------------------------- | ------------------------------------------------- | ------------------------------------------------- | ------------------------------------------------- | ------------------------------------------------- | ------------------------------------------------- | ------------------------------------------------- |
| 1849                                              | 1900                                              | 1930                                              | 1960                                              | 1981                                              | 1991                                              | 2001                                              | 2004                                              | 2011                                              |
| 8 398                                             | 11 190                                            | 11 204                                            | 14 596                                            | 11 866                                            | 11 050                                            | 11 150                                            | 11 039                                            | 11 255                                            |

## Freguesias
- Água de Alto
- Ponta Garça
- Ribeira das Tainhas
- Ribeira Seca
- São Miguel (Vila Franca do Campo)
- São Pedro (Vila Franca do Campo)